# التهاب الأذن الداخلية
يحدث التهاب الأذن الداخلية في الكثير من الحالات بفعل الكائنات الحية الدقيقة التي تتسلل إلى متاهة الأذن الداخلية وتسبب تلوث القناة السمعية أو المتاهة الدهليزية (vestibular). ومن الممكن أن تكون الأذن الداخلية واحدا من عدة أعضاء مصابة بتلوث منتشر في الجسم، أو انها قد تكون «الضحية» الوحيدة لهذا التلوث الذي قد يصيبها بشكل عيني.
يعتبر التهاب التيه التقيحي (Suppurative labyrinthitis) نادرا جدا، وهو من الممكن أن يحصل بوصفه أحد مضاعفات التهاب الأذن الوسطى الحاد. قد يكون هذا التلوث قاتلا، وذلك نظرا لأنه من الممكن أن ينتشر ويصل إلى غشاء الدماغ (السحايا)، مما يستدعي التدخل الطبي الفوري.
كذلك من الممكن أن يكون هذا الالتهاب أحد مضاعفات التهاب السحايا.
علينا أن نشك بوجود اصابة بالتلوث الجرثومي في المتاهة إذا حصل فقدان للسمع وشعور بالدوار الشديد مصحوبا بارتفاع حرارة الجسم، التقيؤ، أو في حالات الإصابة بالتسمم الجهازي مع وجود التهاب حاد أو مزمن في الأذن الوسطى، والتي لم يتم علاجها بالشكل المناسب. بالإضافة للعلاج الشامل طويل الأمد بواسطة المضادات الحيوية، هنالك حاجة أيضًا لاجراء عملية جراحية في الأذن المصابة.

## المضاعفات
عند الحديث عن مضاعفات التهاب الأذن الوسطى، فان الإصابة بالالتهاب المصلي الحاد في متاهة الأذن، تعتبر أكثر انتشارا من الإصابة بالالتهاب الجرثومي. كما أن الأعراض المرضية للالتهاب المصلي، عادة ما تكون أقل حدة من تلك التي تظهر نتيجة للتلوث الجرثومي. في هذه الحالة، تتسرب أنواع عديدة من المواد السامة ومخلفات الأيض الجرثومي من الأذن الوسطى إلى متاهة الأذن الداخلية. ومع أن هذه الاعراض تتضمن فقدان السمع والإصابة بالدوار، إلا أن الاضطراب السمعي لا يكون كاملا، ويتحسن مع مرور الوقت، بخلاف حالات التلوث الجرثومي. عند الإصابة بهذا الالتهاب، يكون العلاج عبارة عن علاج للالتهاب فقط، دون الحاجة لعملية جراحية.
من الممكن أن يكون التهاب متاهة الأذن الإشارة الوحيدة لوجود تلوث جرثومي، أو تلوث جهازي.

## الفيروسات المسببة
تم اكتشاف عدة أنواع من الفيروسات التي من الممكن أن تسبب التهابا حادا في متاهة الأذن، لكن عمليا، تم التمكن من عزل فيروسين فقط، هما الفيروس المضخم للخلايا (Cytomegalovirus – CMV) وفيروس النكاف (Mumps) حيث تم استخراجهما من سوائل المتاهة الماخوذة من الاشخاص المصابين بها.
من الفيروسات الأخرى المعروفة بقدرتها على التسبب بالالتهاب الحاد في متاهة الأذن، فيروس الحصبة الألمانية (Rubella)، فيروس الهربس (herpes)، فيروس الإنفلونزا (Influenza)، وفيروسات أخرى قد تكون مسؤولة عن تلوث الجزء الاعلى من الجهاز التنفسي. من الممكن أن تحصل بعض حالات التلوث الفيروسية حتى قبل الولادة (في طور الجين)، مما قد يؤدي لبعض الاضطرابات السمعية، بدرجات متفاوتة من الحدة، قد تصل حد الصمم.
في أغلب حالات تلوث متاهة الأذن لدى البالغين، تكون الأعراض المرضية عبارة عن شعور بالدوار الشديد دون فقدان السمع. هنا، يتم علاج الأعراض المرضية فقط، من خلال علاج داعم (palliative)، حيث أن المرض نفسه يشفى تلقائيا.